# بيجغان (مقاطعة دليجان)
بيجغان (بالفارسية: بیجگان) هي قرية تقع في مركزي في إيران. يقدر عدد سكانها بـ 344 نسمة بحسب إحصاء 2016.